# Электронная библиотека
Электро́нная библиоте́ка — упорядоченная коллекция разнородных электронных документов (в том числе книг, журналов), снабжённых средствами навигации и поиска. Может быть веб-сайтом, где постепенно накапливаются различные тексты (чаще литературные, но также научные и любые другие, вплоть до компьютерных программ) и медиафайлы, каждый из которых самодостаточен и в любой момент может быть востребован читателем. Электронные библиотеки могут быть универсальными, стремящимися к наиболее широкому выбору материала (как Библиотека Максима Мошкова или Либрусек), и более специализированными, как Фундаментальная электронная библиотека или проект Сетевая Словесность, нацеленный на собирание авторов и типов текста, наиболее ярко заявляющих о себе именно в Интернете.
Электронные библиотеки следует отличать от смежных структурных типов сайта, особенно литературного. В отличие от литературного журнала, родившегося как тип печатного издания, но успешно и без принципиальных изменений структуры перебравшегося в Интернет, электронная библиотека не подразделяется на выпуски и обновляется перманентно по мере появления новых материалов. В отличие от сайта со свободной публикацией, электронная библиотека, как правило, подбирается координатором проекта по своему усмотрению и, что гораздо более важно, не предусматривает создания вокруг публикуемых текстов коммуникативной среды. При этом в практике отдельных Интернет-проектов могут возникать и гибридные формы, и промежуточные решения: так, открытие в электронной библиотеке Сетевая Словесность гостевых книг для каждого публикуемого автора в известной степени вносит в проект элемент формирования коммуникативной среды, состоящей из авторов и читателей, что для электронных библиотек вообще нехарактерно.

## История электронных библиотек

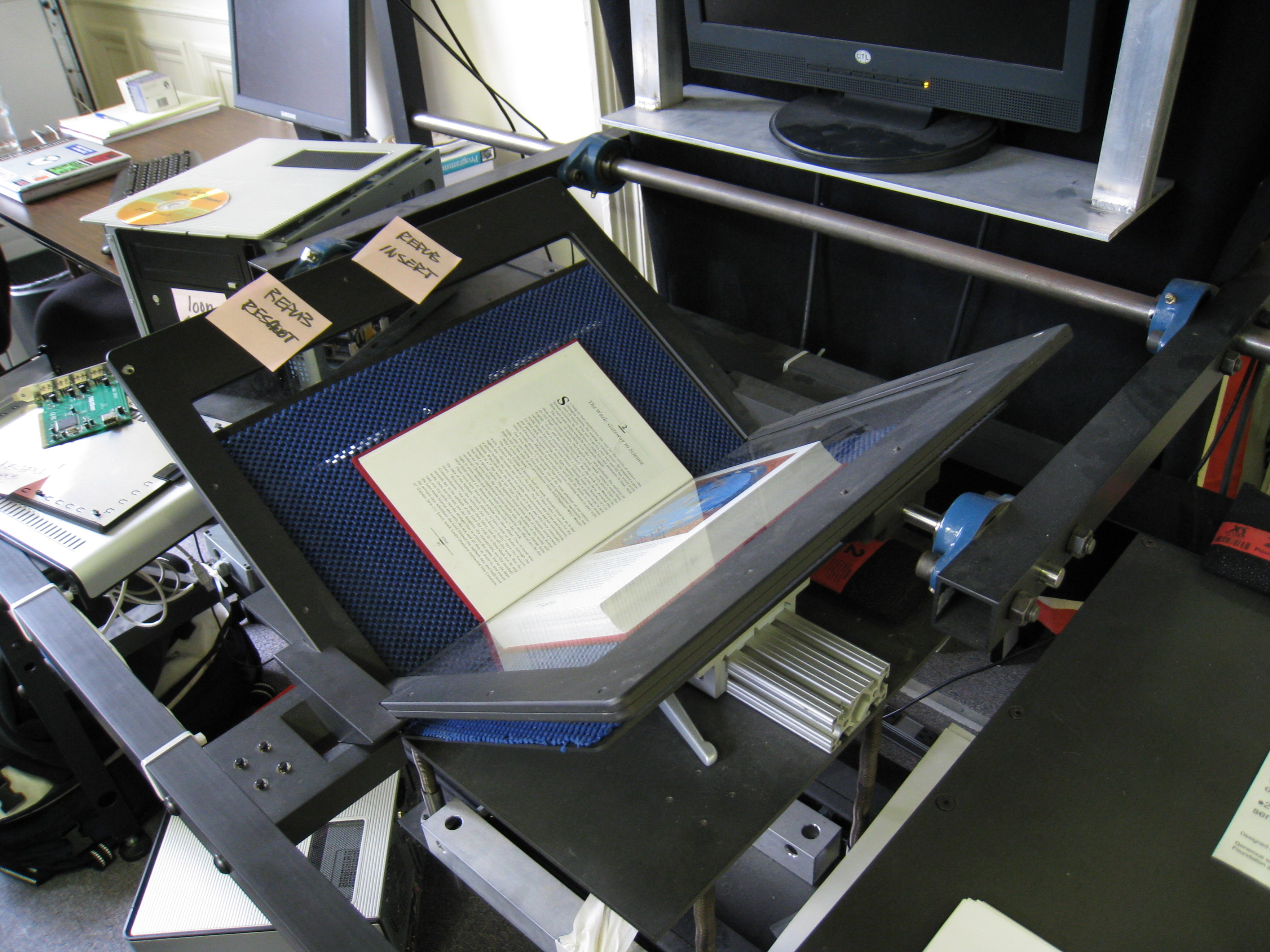
Книжный сканер Atiz в штаб-квартире Архива Интернета, Сан-Франциско

Первым проектом по созданию электронной библиотеки стал Проект «Гутенберг» (1971 год). В Рунете первой электронной библиотекой стала библиотека Максима Мошкова. С 1996 года в России стали появляться и пиратские диски CD-ROM содержащие электронные библиотеки.
С ростом числа пользователей компьютеров и интернета всё большее количество людей начинает пользоваться электронными книгами. В то же время число пользователей офлайновых библиотек снижается. Так за период 1997—2002 годы в Университете Айдахо количество посетителей снизилось более чем на 20 %, а число пользователей электронных версий за период 1999—2002 увеличилось на 350 %.  В связи с этим многие библиотеки начали создавать электронные версии хранящихся в их фондах книг.
- В 1990 году библиотекой конгресса США был начат проект «Память Америки». В рамках проекта предоставляется свободный и бесплатный доступ к электронным материалам по истории США[3].
- В 2002 году Google начинает собственный проект по оцифровке книг[4]. В декабре 2004 года было объявлено о начале работы библиотечного проекта «Google Print», который в 2005 году был переименован в «Поиск книг Google».
- В 2005 году создана Российская Ассоциация электронных библиотек. Инициатором была Российская государственная библиотека, Библиотека по естественным наукам РАН и другие организации.
- С 2007 года открыта Электронная библиотека «Научное наследие России»[5]. Она работает по программе Президиума РАН для обеспечения сохранности и предоставления публичного доступа к научным трудам известных российских и зарубежных учёных и исследователей, работавших на территории России.
- В 2008 году начала функционировать общеевропейская цифровая библиотека Europeana.
- В 2009 году состоялось официальное открытие Всемирной цифровой библиотеки.
- В 2009 году в Санкт-Петербурге была открыта президентская библиотека имени Бориса Ельцина, в задачи которой входит предоставления электронных материалов по истории России[6].
- В 2011 году в Испании была создана электронная библиотека Liburuklik, содержащая тексты на баскском языке, а также тексты, связанные с басками и Страной Басков.

## Форматы выкладываемых произведений
Форматы хранения размещаемых в электронных библиотеках произведений можно разделить на две категории — форматы, предназначенные для чтения текста онлайн и форматы, предназначенные для скачивания на компьютер читателя. Это деление условно: текстовый файл или веб‐страницу можно скачать, а для просмотра файлов в ставшем в 2008 году открытым формате PDF, которые раньше в большинстве браузеров можно было просмотреть только с помощью плагина, с 2011 года разрабатывается программа на JavaScript «PDF.js».
Самый популярный формат первой категории — HTML, однако библиотека Мошкова, например, выкладывает тексты в формате TXT. Связано это с традицией: во время появления этой библиотеки (1994 год) скорости работы в интернет были весьма низки, и оправданным было использование самого лёгкого формата. Также по философии библиотеки каждое произведение должно было целиком умещаться на стандартном носителе информации (каковым тогда являлась дискета).
Форматы для скачивания — заархивированный TXT; RTF и DOC; Mobipocket .PRC (формат для чтения книг на кпк и телефонах). Также очень популярен формат FictionBook, созданный специально для хранения литературных произведений. Первая электронная библиотека — Проект «Гутенберг» — требует в файлах для скачивания использовать текстовый формат в архивах ZIP для того, чтобы тексты можно было читать практически на любых устройствах, и чтобы они не были потеряны в случае исчезновения программ для обработки используемых форматов.
Материалы, изобилующие математическими формулами и сложными схемами, после сканирования переводить в текстовый формат намного сложнее, поэтому часто их хранят в графическом формате, обычно DjVu и PDF. Тогда как PDF при таком применении представляет собой просто объединённый в один файл набор изображений TIFF, DjVu использует специальный алгоритм, позволяющий получать в несколько раз меньшие файлы даже при сжатии без потерь.
Наоборот, если существует электронный оригинал материала — с редактируемым текстом и векторными изображениями, то PDF будет иметь лучшее качество и меньший объём.

## Проблемы авторского права в России и их решение
Многие электронные библиотеки публикуют не слишком старые литературные произведения без предварительного согласия авторов, и хотя в некоторых из них по первому требованию автора его тексты снимаются с сайта, де-юре они нарушают законы об авторском праве.
В 2008 году был подписан Федеральный закон Российской Федерации от 27 октября 2008 г. N 183-Ф3 «О внесении изменений в статью 18 Федерального закона О „библиотечном деле“» суть которого «Российской газете» пояснил президент Российской государственной библиотеки Виктор Фёдоров:

Что касается оцифровки библиотечных фондов, то отношение к этому закону двоякое. С одной стороны, он действительно утверждает право библиотек использовать достижения современных информационных технологий и переводить имеющиеся у них фонды в цифровую форму. С другой стороны, последний абзац закона возвращает нас к четвёртой части Гражданского кодекса, где сказано, что оцифровка должна осуществляться только по договорённости с автором. А это для нас головная боль. Библиотека не в состоянии сама заключать договора с авторами. Во всей мировой библиотечной практике этим занимаются специальные организации.

Таким образом, прекрасно, что библиотекам, наконец, подтвердили их право на оцифровку их фондов. Но с точки зрения профессионального библиотекаря, мне очень жаль, что мы не пошли дальше в этом направлении. В мировой практике даже есть устоявшийся термин «библиотечные исключения». В США, Европе библиотеки, реализуя конституционное право граждан на получение информации, имеют право переводить в цифровую форму свои фонды, не спрашивая разрешения у авторов. Разумеется, это делается (и это тоже устоявшийся термин) «на принципе добропорядочного и честного использования». Это значит, что речь идёт о предоставлении оцифрованной информации только в научных, культурных и образовательных целях, а не для коммерческой выгоды. Если речь идёт о коммерческой выгоде, то, уже без всяких исключений, надо договариваться с автором.— Из статьи «Книги будущего. Библиотекам разрешили оцифровывать фонды», Российская газета, к статье приложен видеорепортаж

## Научно-образовательные электронные библиотеки
Особое место в ряду электронных библиотек занимают библиотеки научно-образовательной тематики, в которых собраны издания, необходимые для осуществления образовательного процесса. Использование электронных изданий в высших учебных заведениях зачастую ведётся на не совсем законных основаниях. Однако, этот неприглядный факт свидетельствует об интересе нового поколения к электронной форме представления информации. Мировой опыт показывает, что образовательные и научные электронные ресурсы формируются как правило самими правообладателями или с их согласия. Большинство из них действуют на коммерческой основе. Самыми яркими примерами данного подхода являются крупнейшие издательские дома «Elsevier», «Springer».
В последнее время стали появляться электронные научные библиотеки открытого доступа (open access), одними из первых представителей которых стали arXiv.org и PubMed Central.
В России же образовательные электронные библиотеки ознаменовали специальным термином — электронно-библиотечная система, внедрить которую обязали в вузовские библиотеки новые стандарты ФГОС ВПО. Электронно-библиотечную систему ВУЗ может разработать как сам на основе своей электронной библиотеки, так и воспользоваться внешним поставщиком услуг. Вузовская электронная библиотека как основной электронный образовательный ресурс, выполняющий возложенные на него функции по работе с полными текстами, позволит разгрузить АБИС библиотеки и наладить эффективную работу с издательской литературой.